# Savanne-lapvibe
Savanne-lapvibe (latin: Vanellus senegallus) er en brokfugl, der lever i subsaharisk Afrika.